# Queñahuayco
Queñahuayco is een plaats in het departement Tarija, Bolivia. Het is naar aantal inwoners de achtste grootste plaats van de gemeente Padcaya, gelegen in de provincie Aniceto Arce. 

## Bevolking
| Jaar | Populatie |
| ---- | --------- |
| 1992 | 475       |
| 2001 | 339       |
| 2012 | 250       |